# Don't Let Me Wait Too Long
Pistes de Living in the Material World
The Light That Had Lighted the World Who Can See It
Don't Let Me Wait Too Long est une chanson écrite par George Harrison, parue le 22 juin 1973 sur son album, Living in the Material World. Écrit dans un style proche du Brill Building Pop (genre musical dominant dans l'industrie du disque avant la British Invasion), Harrison lui donne un son proche des productions de Phil Spector; le fameux Wall of Sound.
Cette chanson relate l'incompréhension de Pattie Boyd face à la dévotion extrême de George Harrison envers le mouvement Hare Krishna et les problèmes conjugaux qui en résultent.
En novembre 1976, George Harrison interprètera Don't Let Me Wait Too Long en duo avec Paul Simon pour l'enregistrement de l'émission Saturday Night Live. Non incluse dans le montage finale de l'émission (seule Here Comes the Sun et Homeward Bound est diffusé) ce passage reste à ce jour inédit.

## Genèse de la chanson
Depuis leur aménagement à Friar Park en 1970, le couple Harrison-Boyd est en crise. Cette dernière se sent de plus en plus délaissée par George Harrison du fait de sa dévotion de plus en plus extrême dans le mouvement Hare Krishna. Devant cet état de fait et contre la volonté de Harrison, Pattie Boyd reprend sa carrière de mannequin en 1971.
Pourtant la préparation du Concert pour le Bangladesh permet de rapprocher le couple qui se montre attentif et affectueux l'un envers l'autre, ce qui ravives leurs sentiments. Malheureusement, le projet découle sur d'interminable négociations avec les gouvernements britannique, américain et les maisons de disques (EMI et Columbia) ce qui engendre une très forte frustration chez Harrison, et, par conséquent, isole encore plus Pattie Boyd de son mari.

## Enregistrement

### Personnel
- Nicky Hopkins - Piano
- Gary Wright - Piano électrique, clavecin
- Klaus Voormann - Guitare basse
- Jim Keltner - Batterie, castagnettes
- Ringo Starr - Batterie
- George Harrison - Guitare folk, bottleneck, chœurs

### Équipe technique
- production : George Harrison
- ingénieur du son : Phil McDonald

## Sources et références
- (en) Cet article est partiellement ou en totalité issu de l’article de Wikipédia en anglais intitulé « Don't Let Me Wait Too Long » (voir la liste des auteurs).

### Sources
- (en) Gary Tillery, Working Class Mystic : A Spiritual Biography of George Harrison, Quest Books, 2011, 201 p. (ISBN 978-0-8356-0900-5)

- (en) Joshua M. Greene, Here Comes the Sun : The Spiritual and Musical Journey of George Harrison, John Wiley & Sons, 2006 (ISBN 978-0-470-12780-3)

- (en) Chris O'Dell et Katherine Ketcham, Miss O'Dell : My Hard Days and Long Nights with The Beatles, The Stones, Bob Dylan, Eric Clapton, and the Women They Loved., Touchstone, 2009, 403 p. (ISBN 978-1-4165-9093-4, lire en ligne)

- (en) The New Rolling Stone Encyclopedia of Rock & Roll, Fireside/Rolling Stone Press, 1995, 1120 p. (ISBN 0-684-81044-1)

- (en) Peter Lavezzoli, The Dawn of Indian Music in the West, New York (N.Y.), Continuum, 2006, 456 p. (ISBN 0-8264-2819-3)